# Fritz Lobinger
Fritz Lobinger (* 22. Januar 1929 in Passau; † 3. August 2025 in Pretoria) war ein deutscher römisch-katholischer Geistlicher und Bischof von Aliwal in Südafrika. Zuvor entwickelte er als langjähriger Direktor des Lumko Missiological Institute das Pastoralmodell der Kleinen Christlichen Gemeinschaften und die Methode des Bibel-Teilens mit.

## Leben
Lobinger empfing am 29. Juni 1955 das Sakrament der Priesterweihe für das Bistum Regensburg. Bereits als Seminarist am Priesterseminar Regensburg 1953 hatte sich Lobinger zusammen mit Hubert Bucher und Oswald Hirmer in die Mission berufen gefühlt. Durch die Vermittlung von Joseph Nachtmann, den Sekretär von missio in München, und zunächst gegen den Widerstand des damaligen Regensburger Bischofs Michael Buchberger kam Lobinger 1956 nach Aliwal. Oswald Hirmer folgte 1957 und Hubert Bucher 1958.
Von 1970 bis 1986 war Lobinger Direktor des in der Nähe von Johannesburg gelegenen Lumko Missiological Institute, dem zur Umsetzung des Zweiten Vatikanums geschaffenen Pastoralinstitut der Bischofskonferenzen für das südliche Afrika. Hier trug er maßgeblich zur Entwicklung des Pastoralmodells der Kleinen Christlichen Gemeinschaften bei. Zum Konzept der Kleinen Christlichen Gemeinschaften gehört auch das Modell des Bibel-Teilens, eine Methode des gemeinsamen Bibelstudiums mit Auswirkungen auf die liturgischen Dienste, die Katechese, auf soziale Projekte und Nachbarschaftshilfe einer Ortsgemeinde. 1973 wurde Lobinger in Münster bei Adolf Exeler zum Doktor der Theologie promoviert.
Papst Johannes Paul II. ernannte ihn am 18. November 1987 zum Bischof von Aliwal. Die Bischofsweihe spendete ihm der Bischof von Kokstad und spätere Erzbischof von Durban, Wilfrid Fox Napier OFM, am 27. Februar des folgenden Jahres; Mitkonsekratoren waren der emeritierte Bischof von De Aar, Joseph Anthony De Palma SCJ, und sein Amtsvorgänger als Bischof von Aliwal, Everardus Antonius M. Baaij SCJ.
Sein altersbedingtes Rücktrittsgesuch nahm Papst Johannes Paul II. am 29. April 2004 an. Anschließend wurde Oswald Hirmer zum Diözesanadministrator des Bistums Aliwal gewählt. Auf dessen Bitte übernahm Fritz Lobinger bis zur Ernennung von Michael Wüstenberg Ende 2007 noch die bischöflichen Aufgaben.
Lobinger lebte bis 2023, wie auch Hubert Bucher (bis 2017) und Oswald Hirmer (bis zu dessen Tod), in einem Altersheim für Geistliche in Mariannhill bei Durban, dem Sitz der Mariannhiller Missionare. Fritz Lobinger starb am 3. August 2025 im Alter von 96 Jahren in Pretoria.

## Werke
- Katechisten als Gemeindeleiter, Dauereinrichtung oder Übergangslösung? Münsterschwarzach: Vier-Türme-Verlag 1973. Zugleich: Dissertation an der Universität Münster (Westfalen), Fachbereich Katholische Theologie, 1972. ISBN 3-87868-053-8.
- Mit Adolf Exeler und Heinrich Aertker: Auf eigenen Füßen: Kirche in Afrika. Düsseldorf: Patmos 1986, ISBN 978-3-491-77440-7.
- Gemeinsam Verantwortung tragen – Pfarrgemeinderat. München: Missio 1988, ISBN 978-3-921626-83-2
- Katechisten als Gemeindeleiter. Dauereinrichtung oder Übergangslösung? Münsterschwarzach: Vier-Türme-Verlag 1997, ISBN 978-3-87868-053-6.
- Wie Gemeinden Priester finden. Graz, Wien: Zeitpunkt 1998, ISBN 3-901908-06-4
- Like his brothers and sisters: ordaining community leaders. New York: Crossroad Publishing Company 1999, ISBN 978-0-8245-1850-9.
- Mit Paul M. Zulehner: Um der Menschen und der Gemeinden willen. Plädoyer zur Entlastung von Priestern. Ostfildern: Schwabenverlag 2002, ISBN 978-3-7966-1082-0.
- Mit Paul M. Zulehner und Peter Neuner: Leutepriester in lebendigen Gemeinden. Ein Plädoyer für gemeindliche Presbyterien. Ostfildern: Schwabenverlag 2003, ISBN 978-3-7966-1124-7.